# Балка Комишуваха (притока Лопані)
Ба́лка Комишува́ха — балка (річка) в Україні у Дергачівському районі Харківської області. Ліва притока річки Лопані (басейн Дону).

## Опис
Довжина балки приблизно 9,61 км, найкоротша відстань між витоком і гирлом — 8,82 км, коефіцієнт звивистості річки — 1,09. Формується декількома балками та загатами.

## Розташування
Бере початок на західній стороні від села Алісівка. Тече переважно на південний захід через село Шопине, селище Прудянку і біля села Шаповалівка впадає в річку Лопань, ліву притоку річки Уди.
Населені пункти вздовж берегової смуги: Кочубеївка.

## Цікаві факти
- у селищі Прудянка балку перетинає автошлях Т 2117[3] (автомобільний шлях територіального значення у Харківській області. Пролягає територією Дергачівського району через Дергачі — Козачу Лопань до перетину з E105. Загальна довжина — 33,6 км).
- У XX столітті на балці існували птице-тваринні ферми (ПТФ), газгольдер та декілька газових свердловин[2], а в XIX столітті — багато вітряних млинів[1].